# Tangara à épaulettes bleues
Thraupis cyanoptera
Espèce
Statut de conservation UICN

 NT  : Quasi menacé
Le Tangara à épaulettes bleues (Thraupis cyanoptera) est une espèce de passereau appartenant à la famille des Thraupidae.

## Répartition
Il est endémique à la forêt atlantique au Brésil.

## Habitat
Son cadre naturel de vie est les forêts humides des plaines et de montagnes subtropicales ou tropicales et des forêts anciennes fortement dégradées.
Il devient rare de par la perte de son habitat.